# John Henry Comstock
John Henry Comstock, ameriški entomolog, * 24. februar 1849, Janesville, Wisconsin, Združene države Amerike, † 20. marec 1931, Ithaca, New York, ZDA.
Velja za pionirja na področju entomološkega izobraževanja v ZDA in utemeljitelja sodobne klasifikacije kaparjev ter metuljev.

## Življenje in delo
Imel je težko otroštvo, saj mu je oče umrl kmalu po rojstvu. Zadolžena mati je izgubila družinsko kmetijo in ga je morala zaradi šibkega zdravja poslati v sirotišnico. V letih po tistem je menjal več rejniških družin, dokler ni našel doma pri kapitanu Lewisu Turnerju. Začel se je preživljati kot mornar na ladjah na Velikih jezerih in v štirih letih zaslužil dovolj denarja, da je začel razmišljati o izobrazbi. Ob zaključku šolanja na semenišču je po naključju odkril knjigo o žuželčjih škodljivcih v kmetijstvu, ki ga je povsem prevzela, zato se je odločil za študij na tem področju.
Leta 1869 je vpisal študij na Univerzi Cornell, vendar pa univerza ni premogla entomološkega programa, zato je poletje 1872 izkoristil za študij entomologije na Harvardu pri Hermannu Hagenu. Na Cornellu je bil leta 1871 imenovan za asistenta in leta 1873, še kot študent, za predavatelja entomologije. Diplomiral je poleti 1874 in dve leti kasneje postal docent. Leta 1878 se je poročil s študentko Anno Botsford. S pedagoškim delom je začasno prekinil leta 1879, ko je postal glavni entomolog ameriškega ministrstva za kmetijstvo, a je po smrti predsednika Garfielda leta 1881 zaradi političnih pritiskov odstopil in se vrnil na Cornell, kjer vzpostavil oddelek za entomologijo. Kmalu po tistem je odšel z ženo čez zimski semester gostovat na Univerzo v Leipzigu, saj se je želel naučiti nemško, da bi lahko bral entomološke razprave v tem jeziku. Hkrati je pisal drugi del svojega učbenika An Introduction to Entomology. Že prvi del, ki je izšel leta 1888, je ilustrirala njegova žena, ki se je pred tem izvrstno izučila lesoreza.
Po vrnitvi v ZDA sta izvedela, da se prvi del učbenika zelo dobro prodaja, zato se je John še bolj posvetil pisanju, tako knjig kot poljudnih člankov v različnih revijah, hkrati pa je poučeval in raziskoval, med drugim nekaj zimskih semestrov kot gostujoči predavatelj na Univerzi Stanford. Leta 1891 je zaradi preobremenjenosti doživel živčni zlom, a je okreval po nekaj mesecih oddiha na Kubi. Učbenika An Introduction to Entomology in Manual for the study of insects (1894) sta bila tako uspešna, da je za izdajanje ustanovil lastno založbo, Comstock Publishing Company (danes del univerzitetne založbe Univerze Cornell). V teh in drugih delih je med drugim na novo vzpostavil sistem metuljev, v katerem je do takrat vladal kaos. Leta 1900 je razširil področje raziskav še na pajke in napisal Spider book, ki je ostalo ključno referenčno delo na tem področju nadaljnjih 25 let in več. Upokojil se je leta 1913, a je ostal aktiven kot raziskovalec in akademik, do leta 1926, ko ga je skoraj povsem onesposobila kap. Umrl je po drugi kapi leta 1931.